# Prachinburi
Prachinburi (in thailandese: ปราจีนบุรี) è una città della Thailandia, situata nel gruppo regionale della Thailandia Centrale. Il suo territorio è compreso nel distretto di Mueang Prachinburi, nella provincia di Prachinburi.